# Office du service civique national (Côte d'Ivoire)
L'Office du service civique national de Côte d'Ivoire,  créé par décret en 2016, est un établissement public ivoirien. Il est chargé de mettre en œuvre les politiques et les programmes sur le civisme, le bénévolat et le volontariat de la Côte d'Ivoire.   
L'Oscn est placé sous la tutelle du ministère de la Promotion de la jeunesse, de l'Insertion professionnelle et du Service civique.  

## Historique
L'Office national du service civique national de Côte d'Ivoire a été lancé en 2007. Le projet n'a pas fonctionné dès le départ  en raison des crises qu'a connu la Côte d'ivoire à cette période. La cellule a connu un renforcement avec la mise en place progressive de centres de service civique à travers le pays, visant à former les jeunes.  En 2016, un décret a précisé les attributions et le fonctionnement de l'office, officialisant son rôle dans la resocialisation et la qualification des jeunes vulnérables. Il est né pour promouvoir le civisme et l'engagement citoyen des jeunes ivoiriens, avec un développement évolutif de ses structures et des programmes pour répondre aux besoins croissants de formation et d'insertion des jeunes vulnérables dans la société ivoirienne. 

## Missions
L’Office national du service civique de Côte d'Ivoire est chargé d’opérationnaliser les différents outils de promotion du civisme et de la citoyenneté, de coordonner les politiques et les programmes sur le civisme, le bénévolat et le volontariat. Il vise à Lutter contre la vulnérabilité des jeunes, par leur resocialisation et leur qualification dans des centres de service civique afin de renforcer leur engagement citoyen pour la cohésion nationale et la consolidation de la paix, Ses principales missions sont: le renforcement de la formation civique et le développement de l'engagement bénévole, l'assurance de l’ancrage institutionnel de l’ensemble des directions, projets et programmes mis en œuvre pour traiter des sujets en relation avec le service civique, le traitement de la problématique des jeunes en situation de vulnérabilité et la conception et l'élaboration des programmes et projets sur la base des orientations et des besoins du gouvernement en matière de service civique et de volontariat.

## Vision
Le service civique est un ensemble d’actions qui visent l’épanouissement du jeune pour en faire un citoyen conscient de ses droits et de ses obligations vis-à-vis de la communauté et s’assurer de sa participation à la cohésion nationale. Ses cibles sont les jeunes déscolarisés ou analphabètes, sans emploi et sans qualification, des jeunes désireux de s’engager dans une action d’intérêt général sans attendre de rétribution, volontaires pour une formation civique et citoyenne, volontaires pour s’engager dans une activité communautaire.

## Organisation
L'actuel directeur générale de l'OSCN est Amara Coulibaly. Il est assisté dans sa tâche par un directeur général adjoint. L'Office du service civique national dispose de trois directions qui sont ; la direction des études, de la planification et des statistiques, la direction du service civique d’actions pour le développement et la direction du service national des jeunes, du volontariat et du bénévolat. Il est un service civique par principe mais il peut être rendu obligatoire dans certaines situation comme les catastrophes naturelles ou lors des troubles à l'ordre public. L'Office national du service civique de Côte d'Ivoire compte aujourd'hui plusieurs sites dans diverses localité de la Côte d'Ivoire, notamment un centre de service civique de Bimbresso à Songon (Abidjan), à Bouaké 1, à Bouaké 2, à Guédipko (Sassandra), à Guigréni (Boundiali).   

## Statistiques
En cinq expériences, plus de 6 646 jeunes ont été touchés à travers cinq centres de formations.

## CAN 2023
L'Office du service civique national est intervenu dans la sélection des 20 000 bénévoles sur 44 000 postulants pour la réussite de la 34e Coupe d'Afrique des nations (CAN) en Côte d'Ivoire.